# Edward Perraud
Pour les articles homonymes, voir Perraud.
Edward Perraud, né le 1er juin 1971 à Nantes, est un percussionniste, batteur, et compositeur français. Ses influences lui permettent de jouer dans un large éventail musical incluant le rock alternatif, la musique contemporaine, le jazz et les musiques improvisées. Il est membre du trio de jazz Das Kapital.

## Biographie
Edward Perraud commence l'apprentissage de la guitare à l'âge de huit ans, puis se tourne vers le trombone et la percussion classique au conservatoire à rayonnement régional de Rennes. 
Passionné par l'écoute de groupes de rock alternatif pendant son adolescence (Magma, Art Zoyd, Univers Zéro), il devient à l'âge de 18 ans le batteur de Shub-Niggurath et découvre l'improvisation auprès de Jean-Luc Hervé, alors guitariste du groupe.
Il poursuit ses études à l'université de Rennes où il obtient une maîtrise de musicologie, puis entre en 1996 à l'institut de recherche et coordination acoustique/musique (Ircam) où il obtient un DEA avec Hugues Dufourt, après un travail de recherche sur « l’analyse de la musique de Tristan Murail » (Ircam, ENS, Ehess).
Il obtient en 1998 un premier prix d'analyse musicale au CNSMDP, où il est entré deux ans plus tôt dans la classe de Michaël Levinas. Puis il poursuit ses études doctorales avec la préparation d'une thèse de musicologie sur le thème de « la généalogie de l'idée en musique », sous la direction de Jean-Marc Chouvel.

## Parcours musical
Edward Perraud joue depuis le milieu des années 1990 aux côtés de musiciens de jazz contemporain et de musique improvisée (Fred Frith, Joëlle Léandre, Johannes Bauer, Louis Sclavis, Yves Robert, Sylvain Kassap, Bernard Lubat, Michel Portal, Vincent Courtois, Daunik Lazro, Jean-Luc Cappozzo, Jean-Luc Guionnet, Guillaume de Chassy, Olivier Manchion, Jean-Jacques Birgé), ou de musiciens de la scène rock alternative.
Il se produit au sein de nombreux groupes parmi lesquels :
- Das Kapital, avec Hasse Poulsen (g) et Daniel Erdmann (sax, flûtes),
- Shub-Niggurath, rock alternatif avec Jean-Luc Hervé (piano, orgue, harmonium, guitare), Alain Ballaud (basse), Véronique Verdier (trombone basse), Michel Kervinio (batterie, percussions),
- Calx, improvisation libre en duo avec Jean-Luc Guionnet (alto sax),
- Hubbub, improvisation libre avec Jean-Sébastien Mariage (g), Frédéric Blondy (p), Bertrand Denzler (sax ténor), Jean-Luc Guionnet (alto sax),
- Big - Drum & Bass et Big Pop, free rock expérimental avec Frederick Galiay (guitare basse) et Daniel Erdmann (sax),
- 69, avec Franck Vaillant (batterie), Jean-Philippe Morel (basse électrique), Bart Maris (trompette), Frederick Galiay (guitare basse), Jean-Luc Guionnet (alto sax),
- Rêves et cauchemars avec Jean-Jacques Birgé (clavier), Alexandra Grimal (sax), Antonin-Tri Hoang (sax, clarinettes), Fanny Lasfargues (basse électro-acoustique),
- The Fish, trio free jazz avec Benjamin Duboc (contrebasse) et Jean-Luc Guionnet (alto sax),
- Return of The New Thing, avec Dan Warburton (violon), Jean-Luc Guionnet (sax alto), François Fuchs (contrebasse),
- Drum Noise Poetry, trio de batteries avec Mathias Pontévia et Didier Lasserre,
- Trio (On), avec Éric Brochard (contrebasse) et Jean-Luc Guionnet (sax alto),
- Minéral Paradoxe, trio avec Bruno Wilhelm (sax) et Arnaud Cuisinier (contrebasse),
- Extenz'o, trio avec Christophe Rocher (clarinettes) et Oliver Benoit (guitare),
- Rats en duo avec Dan Warburton (violon),
- Étau en duo avec Benjamin Duboc (contrebasse),
- Tempsion[3], rock alternatif avec Black Sifichi, Charley James, Frederick Galiay, Jean-Philippe Morel.

Il crée son propre label Quark Records en 2005, puis en 2011 le label spécifique aux projets du groupe Das Kapital, DasKapitalRecords.
En 2006 il monte Wonderland, un projet itinérant de cinéma et de musique entre Das Kapital et le cinéaste allemand Nicolas Humbert.
Il forme occasionnellement des duos de musique improvisée comme en 2008 avec la chanteuse Élise Caron, en 2010 avec le percussionniste Jean-Pierre Drouet, en 2012 avec la saxophoniste Alexandra Grimal ou en 2013 avec le compositeur-polyinstrumentiste Jean-Jacques Birgé. 
Il constitue son propre groupe en tant que leader en 2012, Synaesthetic Trip, avec Benoît Delbecq (piano), Bart Maris (en) (trompette) et Arnault Cuisinier (contrebasse, basse).
Depuis 2010, Edward Perraud a commencé l'étude de la musique indienne à Calcutta avec le maître de tablâ Biplab Bhattacharya. Il est également photographe.

## Discographie
- 1990 : Shub-Niggurath, C'étaient de très grands vents, Label Musea
- 1999 : Return of The New Thing, Leo Records
- 1999 : Calx, Improvisations Volume 1, La Belle du Quai
- 2000 : Zéro-Zéro-Zéro, Crypto Census, Label Musea-Gazul
- 2001 : Hubbub, For 4 Ears
- 2001 : Jean-Luc Guionnet, Edward Perraud, Heurs, CIMP
- 2001 : Joe Rosenberg Quartet, Do What We Must Do', CIMP
- 2003 : Arthur Doyle, Edward Perraud, Dan Warburton, The Basement Tapes, Durtro Records
- 2003 : Shub-Niggurath, Testament, Label Musea-Gazul
- 2003 : Return of The New Thing, Traque, Ayler Records
- 2003 : Joe Rosenberg Band, The Long & Short of It, Black Saint
- 2003 : Joe Rosenberg Band, Danse de la fureur, Black Saint
- 2003 : Hubbub, Hoop Whoop, Matchless Recording
- 2004 : Big - Drum & Bass, Big Corporation
- 2004 : Liviu Butoi Quartet, Pasari, centre culturel français de Timisoara (Roumanie)
- 2005 : Benjamin Duboc et Edward Perraud, Étau, Creative Sources
- 2005 : Hubbub, Hoib, Matchless Recording
- 2005 : Sylvain Kassap Quartet, Boat, Evidence
- 2005 : Das Kapital, Das Kapital (coffret 4 CD), Das Kapital & Sons
- 2005 : Return of The New Thing, Crescendo, Not Two Poland
- 2005 : Damo Suzuki's Network, Hollyaris (avec Damo Suzuki (Can), Olivier Manchion, Nicolas Marmin, Sébastien Borgo, Franq De Quengo), Damo records
- 2006 : Das Kapital, All Gods Have Children, Quark Records
- 2007 : Éric Brochard, Jean-Luc Guionnet, Edward Perraud, On, In Situ
- 2007 : Paul Rogers et Edward Perraud, Two Loose, FMR Records
- 2007 : The Fish, Ayler Records
- 2007 : Wormholes, avec Didier Petit, Camel Zekri, Étienne Bultingaire, Lucia Recio), Buda Musique
- 2007 : Extenz’o, Marmouzic
- 2007 : Drum Noise Poetry, Amor Fati
- 2007 : Big, Tank, Mute, Dry, Lips, Quark Records
- 2008 : Calx, Balance des blancs
- 2008 : Big Pop, L'Étrange sonothèque, Armalta
- 2008 : Minéral Paradoxe, Quark Records
- 2008 : Return of The New Thing, Alchemia, Not Two Poland
- 2008 : Abdelhai Bennani, Benjamin Duboc, Edward Perraud, There Starts The Nature, Ayler Records
- 2009 : Das Kapital, Ballads & Barricades, Quark Records (en hommage à la musique de Hanns Eisler)
- 2009 : Masako Hamamura Trio, Kind Mind, Quark Records
- 2009 : Signal to Noise/Joe Rosenberg, Tag, Quark Records
- 2010  : Jean-Pierre Drouet et Edward Perraud, √2, Quark Records
- 2010 : Jean-Luc Cappozzo et Edward Perraud, Suspension, Creative Sources.
- 2010 : Edward Perraud Solo, Préhistoire(s), Quark Records
- 2010 : Tempsions, There Is No Reason To Believe That Music Exists, L'Étrange sonothèque
- 2011 : Hubbub, Whobub, Matchless Records
- 2011 : Das Kapital, Conflicts & Conclusions, Das Kapital Records
- 2012 : Ève Risser, Benjamin Duboc, Edward Perraud, En Corps, Dark Tree Records
- 2012 : Big, Dance Floor, Quark Records
- 2012 : Élise Caron, Edward Perraud, Bitter Sweets, Quark Records
- 2012 : The Fish, Moon Fish, Clean Feed
- 2012 : Das Kapital, Das Kapital Loves Christmas, Das Kapital Records
- 2012 : Synaesthetic Trip, Quark Records
- 2013 : Jean-Jacques Birgé, Antonin-Tri Hoang, Edward Perraud, Rêves et cauchemars, GRRR online
- 2013 : Jean-Jacques Birgé et Edward Perraud, Anatomy, GRRR online
- 2014 : Joe Rosenberg Ensemble, Resolution, Quark Records
- 2015 : Synaesthetic Trip 2, Quark Record
- 2015 : Beñat Achiary, Edward Perraud, Julien Desprez, Sébastien Coste, Earthly Bird, Quark Records
- 2015 : "Mec !" avec Philippe Torreton,
- 2016 : Lousadzak, Claude Tchamitchian Tentet, Need Eden, Emouvance
- 2017 : Supersonic Thomas de Pourquery "Sons of Love", Label bleu
- 2017 : Ève Risser, Benjamin Duboc, Edward Perraud, En Corps - Generation, Dark Tree Records
- 2017 : Joe Rosenberg Ensemble Tomorrow Never Knows, Quark Records
- 2017 : Edward Perraud, Frédéric Blondy Yoïk, Quark Records
- 2018 : Bruno Angelini, Open Land, La Buissonne
- 2018 : Edward Perraud, Espaces, Label Bleu

- Coup de cœur Jazz et Blues 2018 de l'Académie Charles-Cros proposé le 14 décembre 2018 lors de l’émission Open Jazz d’Alex Dutilh sur France Musique
- 2019 : Das Kapital, Vive La France, Das Kapital Records
- 2020 : Jean-Jacques Birgé, Pique-nique au labo, GRRR
- 2020 : Élise Caron, Edward Perraud, Happy Collapse, Quark Records

## Filmographie
- No Land's Song de Ayat Najafi : Edward Perraud dans son propre rôle de batteur